# Exploze v Tchien-ťinu v srpnu 2015
V srpnu 2015 došlo k řadě explozí v přístavu Tchien-ťin v Čínské lidové republice. Bylo zabito 173 lidí a další stovky byly zraněny. První dvě exploze nastaly 12. srpna v 30sekundovém rozmezí. Druhá exploze byla mnohem větší, jelikož detonovalo 800 tun  dusičnanu amonného. Požáry způsobené počátečními explozemi nekontrolovaně hořely po celý víkend. Způsobovaly také sekundární exploze a osm dalších 15. srpna.
Příčina explozí nebyla okamžitě jasná, avšak vyšetřování ukončené v únoru 2016 ukázalo, že příčinou byla přehřátá nádoba se suchou nitrocelulózou.
Cenzurované zpravodajství bylo kritizováno. Vláda také cenzurovala internet a sociální média, která používala slova "Tianjin" a "explosion", a oznámila, že zakázala několik webových stránek, které zveřejňovaly údajně „falešné“ informace.
Měsíc po explozích bylo ohlášeno 173 mrtvých (včetně 8 dříve pohřešovaných) a 797 zraněných.